# Isotima palawanensis
Isotima palawanensis là một loài tò vò trong họ Ichneumonidae.